# باول ويلر (فنان)
باول ويلر (بالإنجليزية: Paul Weller)‏ (و. 1958  م) هو مغن مؤلف، وعازف قيثارة، ومغني بريطاني، ولد في ووكينغ، يستخدم آلات قيثارة.

## وصلات خارجية
- باول ويلر على موقع IMDb (الإنجليزية)
- باول ويلر على موقع ألو سيني (الفرنسية)
- باول ويلر على موقع ميوزك برينز (الإنجليزية)
- باول ويلر على موقع أول موفي (الإنجليزية)
- باول ويلر على موقع إن إن دي بي (الإنجليزية)
- باول ويلر على موقع أول ميوزيك (الإنجليزية)
- باول ويلر على موقع ديسكوغز (الإنجليزية)
- باول ويلر على موقع قاعدة بيانات الفيلم (الإنجليزية)
- باول ويلر على موقع كينوبويسك (الروسية)